# Bradysia groenlandica
Bradysia groenlandica là một ruồi trong họ Sciaridae, thuộc chi Bradysia. Loài này được Holmgren miêu tả khoa học đầu tiên năm 1872.